# Oh ! Que j'aime Paris
Pour les articles homonymes, voir Paris (homonymie).
Clip vidéo
[vidéo] « Mistinguett - Oh! Que j'aime Paris », sur YouTube
Oh ! Que j'aime Paris est une chanson française de music hall, et une chanson sur Paris, de Mistinguett, enregistrée en disque 78 tours en 1930 chez Pathé Records,.

## Histoire

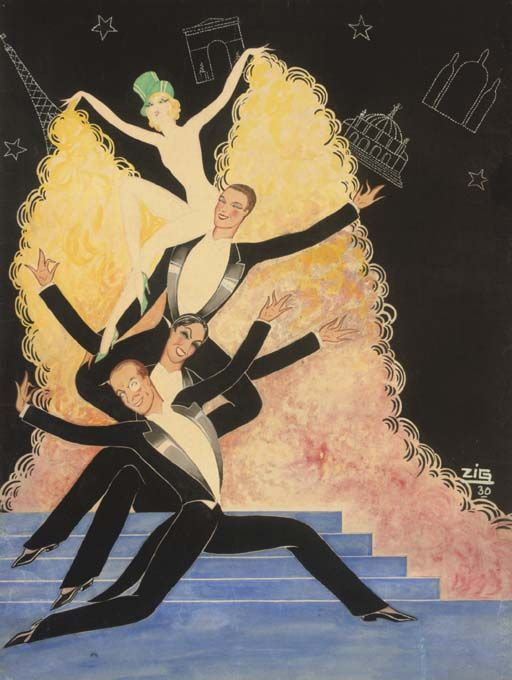
Affiche de Mistinguett au Casino de Paris (1930).

Cet hymne à Paris du music-hall des Années folles de l'entre-deux-guerres est composé par Fred Neville et Stanley Ralph, sur des airs de musique de fanfare et de Marseillaise, avec des paroles d'Henri Varna, André Bay et Léopold de Lima,.
Elle est créée par la meneuse de revue parisienne Mistinguett pour sa revue « Mistinguett c'est Paris » de 1930, des revues Paris-Miss du Casino de Paris, du directeur Henri Varna « Oh! Que j'aime Paris, la tour Eiffel et les galeries, Oh! Que j'aime Paris, sans pétard, sans charivari, ses boutiques, son métro, son obélisque, et son Trocadéro, Oh! Que j'aime Paris, je suis là comme au paradis, c'est le plus beau des pays... ». 
Elle est enregistrée en disque 78 tours en 1930, chez Pathé Records à Paris.